# Dolice (Dobrzany)
Dolice (deutsch Konstantinopel) ist ein Dorf in der Gmina Dobrzany (Jacobshagen) im Powiat Stargardzki (Kreis Stargard in Pommern) der polnischen Woiwodschaft Westpommern.

## Geographische Lage
Dolice liegt in Hinterpommern am Dölitzsee (Jezioro Dolice) im südlichen Teil des Naturschutzparks Nörenberg (Iński Park Krajobrazowy).
Der Ort ist über eine Nebenstraße zu erreichen, die Dobrzany (Jacobshagen, 4 km) mit Bytowo (Butow, 6 km) und Sulibór (Groß Spiegel, 8 km, an der Woiwodschaftsstraße 151 Świdwin (Schivelbein) - Gorzów Wielkopolski (Landsberg a.d. Warthe)) verbindet. Die nächste Bahnstation ist Ognica (Stolzenhagen, 5 km) an der Staatsbahnlinie 403 Ulikowo (Wulkow) - Piła (Schneidemühl).
Nachbarorte sind: Grabnica (Gräbnitzfelde) im Norden, Krzemień (Kremmin) im Osten, Bytowo (Butow) im Südosten, Ognica (Stolzenhagen) im Südwesten und Dobrzany im Westen.

## Ortsname
Die Ortsbezeichnung Dolice kommt in Polen zweimal vor: 30 Kilometer weiter südöstlich liegt – ebenfalls im Powiat Stargardzki – der Ort Dolice (Dölitz, Kreis Pyritz), der auch Sitz der gleichnamigen Landgemeinde ist.
Die Frage nach der deutschen Namensgebung wird unterschiedlich beantwortet. So kann der Ort nach dem Kolonisten mit Vornamen Konstantin benannt worden sein, der eine Bittschrift an den Landesvater zur Benennung des Dorfes unterzeichnete, was Friedrich der Große billigte.
Wahrscheinlicher jedoch ist die Aussage des Pansiner Pastors Justus Sagebaum in seinem Buch Lorbeer-Cypressen-Baum der Jacobshagener Synody von 1789: danach hat der Ort den Namen nach der Geheimen Staatsrätin Katharina Konstantia von Blumenthal geb. Woedtke erhalten, die sich als hilfreiche Gönnerin für Arme im Lande einen Namen gemacht hatte.
In jedem Falle führte die Namensgebung des Ortes dazu, dass man in der Umgebung seine Einwohner scherzhaft „Türken“ nannte.

## Geschichte
Konstantinopel wurde 1753 als Kolonistendorf gegründet. Aus dieser Zeit stammen noch einige Siedlungshäuser (zum Teil in Fachwerk), die beim großen Brand am 29. Oktober 1920 verschont geblieben sind. Die Gründung des Ortes ging auf eine Verordnung Friedrichs des Großen vom 12. September 1753 zurück. In der Kolonie wurden zwölf Bauernstellen eingerichtet sowie je eine Schulmeister- und Büdnerstelle. Als Handwerksbetrieb errichtete man eine Schmiede. Die Grundstücke und die dazugehörigen Hirtenhäuser hatten 17 Feuerstellen. Bis 1826 gehörte das Dorf zu den 16 Dörfern des ehemaligen Domänenamts Saatzig-Ravenstein.
Bis 1945 gehörte Konstantinopel zum Amts- und Standesamtsbezirk Temnick. Amtsgerichtsbereich war Jacobshagen (Dobrzany). Es lag im Landkreis Saatzig im Regierungsbezirk Stettin  der preußischen Provinz Pommern.
Im Jahre 1910 zählte der Ort 157 Einwohner, 1939 waren es nur noch 129, die in 35 Haushalten lebten.
Gegen Ende des Zweiten Weltkriegs besetzte im Frühjahr 1945 die Rote Armee  die Region. Kurz darauf wurde das Dorf Konstantinopel zusammen mit ganz Hinterpommern unter polnische Verwaltung gestellt. Konstantinopel erhielt den polnischen Ortsnamen Dolice. Soweit die Einwohner nicht geflohen waren, wurden sie in der darauf folgenden Zeit von der örtlichen polnischen Verwaltungsbehörde über die Oder nach Westen vertrieben. Letzter deutscher Bürgermeister war Emil Schwandt.
Heute bildet das Dorf einen Ortsteil der Gmina Dobrzany im Powiat Stargardzki der Woiwodschaft Westpommern (bis 1998 Woiwodschaft Stettin).

## Einwohnerzahlen
| Jahr | Ein- wohner | Anmerkungen               |
| ---- | ----------- | ------------------------- |
| 1816 | 158         | [ 2 ]                     |
| 1867 | 186         | [ 3 ]                     |
| 1871 | 186         | ausnahmslos Evangelische  |
| 1910 | 157         |                           |
| 1925 | 151         | darunter 139 Evangelische |
| 1933 | 151         | [ 5 ]                     |
| 1939 | 129         | [ 5 ]                     |

## Kirche
In Konstantinopel war vor 1760 die Kirche errichtet worden. In 1896 wurde eine neue Kirche erbaut, die bis 1945 evangelisches Gotteshaus war. Das Dorf war Filialort im Kirchspiel Kremmin (heute polnisch: Krzemień), in das auch die Filialgemeinden Temnick (Ciemnik) und Butow (Bytowo) eingepfarrt waren.
Von den 1302 Gemeindegliedern des Kirchspiels im Jahre 1940 gehörten 116 zur Kirchengemeinde Konstantinopel. Sie war in den Kirchenkreis Jacobshagen (Dobrzany) im Ostsprengel der Kirchenprovinz Pommern der Kirche der Altpreußischen Union eingegliedert. Letzter deutscher Geistlicher war Pastor Rudolf Schulze.
Nach 1945 wurde die Kirche ein orthodoxes Gotteshaus (das einzige orthodoxe Dorfkirche in der Woiwodschaft), das jetzt zu Pfarrei in Stargard gehört.

## Königlicher Besuch in der „Hundstürkei“
Auf einer Besichtigungsfahrt durch sein Land kam König Friedrich Wilhelm IV. in die Provinz Pommern und dabei auch durch Konstantinopel. Während er in anderen Orten die Huldigung durch die Bevölkerung lediglich im Vorbeifahren wahrnahm, ließ er in Konstantinopel – für den Dorfschulzen und alle Einwohner völlig überraschend – anhalten.

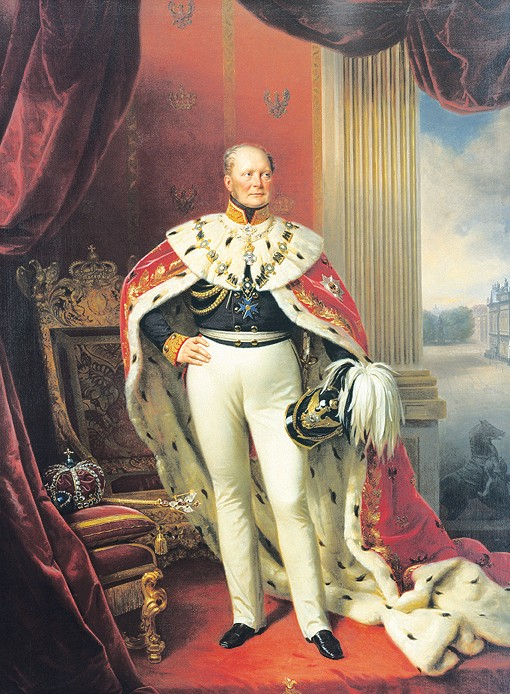
König Friedrich Wilhelm IV., 1847

Der Monarch fragte den Dorfschulzen, wie sein schön geschmückter Ort hieße. „Konstantinopel, halten zu Gnaden, Euer Majestät“, antwortete dieser noch völlig überrascht von der Anrede. Da wurde der König neugierig. Sich der großen türkischen Stadt erinnernd fragte der König den – ebenfalls perplexen – Pastor, der mit einer fröhlich singenden Kinderschar aufwartete, ob hier denn nun alles Heiden wohnten.
Die lange auf sich warten lassende Antwort des geistlichen Herren erst gar nicht abwartend fragte er den Küster nach einem Minarett im Ort. Dieser hatte das Wort wohl noch gar nicht vorher gehört und schaute den Monarchen seinerseits fragend an.
Schließlich erkundigte sich der König, sichtlich erheitert, bei dem Dorfschulzen, ob man hier mit dem Ortsnamen vielleicht auch die Vielweiberei eingeführt habe und ob er hier mit einer Begegnung eines wütenden Sultans rechnen müsse. Jetzt endlich verstand ihn der Schulze richtig, denn sein Hund hieß „Sultan“. „Ne, Majestät, de Sultoan liggt uppm Mess un schlöppt“.
König und Begleitkommando konnten das Lachen nicht länger verkneifen. Die Konstantinopolitaner wussten zwar nicht, warum, aber vorsichtshalber lachten sie herzhaft mit. Von dieser Zeit war ihr Dorf die „Hundstürkei“.